# Course en ligne féminine aux championnats du monde de cyclisme sur route 2016
Navigation
Richmond 2015 Bergen 2017
La course en ligne féminine des championnats du monde de cyclisme sur route 2016 a lieu le 15 octobre 2016 à Doha, au Qatar.

## Qualification
Les qualifications sont basées sur le classement du Classement mondial UCI au 22 août 2016. Par ailleurs, la championne du monde sortante, la championne olympique et les champions continentaux peuvent prendre le départ. Ils ne comptent pas dans le décompte des coureuses par nations,.
| Compétition              | Position             | Nombre de qualifiées | Pays                                                                                      |
| ------------------------ | -------------------- | -------------------- | ----------------------------------------------------------------------------------------- |
| Classement UCI par pays  | 1-5                  | 7 partantes          | Pays-Bas Italie Australie États-Unis Royaume-Uni                                          |
| Classement UCI par pays  | 6-15                 | 6 partantes          | Pologne Belgique Allemagne Canada Finlande Afrique du Sud France Biélorussie Suède Suisse |
| Classement UCI par pays  | 16-20                | 5 partantes          | Cuba Luxembourg Russie Nouvelle-Zélande Ukraine                                           |
| Classement UCI par pays  | Autres pays          | 3 partantes          | TBD                                                                                       |
| Championnats             | Coureuse             | Coureuse             | Coureuse                                                                                  |
| Championne olympique     | Anna van der Breggen | Anna van der Breggen | Anna van der Breggen                                                                      |
| Championne du monde 2015 | Elizabeth Armitstead | Elizabeth Armitstead | Elizabeth Armitstead                                                                      |
| Championne d'Afrique     | Vera Adrian          | Vera Adrian          | Vera Adrian                                                                               |
| Championne panaméricaine | Iraida Garcia        | Iraida Garcia        | Iraida Garcia                                                                             |
| Championne d'Asie        | Na Ah-reum           | Na Ah-reum           | Na Ah-reum                                                                                |
| Championne d'Europe      | Anna van der Breggen | Anna van der Breggen | Anna van der Breggen                                                                      |
| Championne d'Océanie     | Shannon Malseed      | Shannon Malseed      | Shannon Malseed                                                                           |

Note : TBD signifie to be defined, soit « pas encore défini ».

## Récit de course
Eri Yonamine est la première à attaquer. Elle parcourt 40 kilomètres seule avant d'être rejointe par Nicole Hanselmann. Leur avance culmine à une minute. Le peloton les reprend à 70 kilomètres de l'arrivée. La sélection néerlandaise hausse ensuite le rythme, ce qui provoque une sélection dans le peloton. À 43 kilomètres de l'arrivée, Amber Neben, déjà vainqueur du contre-la-montre, accélère. Elle prend 50 secondes d'avance mais se fait rattraper par les Néerlandaises à une quinzaine de kilomètres du but. Danielle King et Amy Pieters partent à leur tour mais ne creusent pas l'écart. Ensuite, Emma Johansson s'échappe avec Elizabeth Deignan et Marianne Vos. Elles n'ont pas plus de succès. La course se conclut par un sprint massif. La formation néerlandaise forme un train pour lancer Kirsten Wild. Marianne Vos en est le poisson pilote. Malgré cette préparation, Kirsten Wild se fait remonter dans les derniers mètres par Amalie Dideriksen qui s'était placée dans sa roue. Lotta Lepistö, qui a démarré le sprint dans la roue de Dideriksen, complète le podium.

## Classement
| Rang                      | Coureuse                  | Pays           | Temps          |
| ------------------------- | ------------------------- | -------------- | -------------- |
| Médaille d'or, monde      | Amalie Dideriksen         | Danemark       | 3h 10 min 27 s |
| Médaille d'argent, monde  | Kirsten Wild              | Pays-Bas       | m.t.           |
| Médaille de bronze, monde | Lotta Lepistö             | Finlande       | m.t.           |
| 4                         | Lizzie Deignan            | Royaume-Uni    | m.t.           |
| 5                         | Marta Bastianelli         | Italie         | m.t.           |
| 6                         | Roxane Fournier           | France         | m.t.           |
| 7                         | Chloe Hosking             | Australie      | m.t.           |
| 8                         | Sheyla Gutiérrez          | Espagne        | m.t.           |
| 9                         | Joëlle Numainville        | Canada         | m.t.           |
| 10                        | Jolien D'Hoore            | Belgique       | m.t.           |
| 11                        | Emilie Moberg             | Norvège        | m.t.           |
| 12                        | Lisa Brennauer            | Allemagne      | m.t.           |
| 13                        | Katarzyna Pawłowska       | Pologne        | m.t.           |
| 14                        | Leah Kirchmann            | Canada         | m.t.           |
| 15                        | Christine Majerus         | Luxembourg     | m.t.           |
| 16                        | Coryn Rivera              | États-Unis     | m.t.           |
| 17                        | Sara Mustonen             | Suède          | m.t.           |
| 18                        | Mia Radotić               | Croatie        | m.t.           |
| 19                        | Rasa Leleivytė            | Lituanie       | m.t.           |
| 20                        | Barbara Guarischi         | Italie         | + 4 s          |
| 21                        | Miho Yoshikawa            | Japon          | + 4 s          |
| 22                        | Marianne Vos              | Pays-Bas       | + 4 s          |
| 23                        | Alison Jackson            | Canada         | + 4 s          |
| 24                        | Jelena Erić               | Serbie         | + 4 s          |
| 25                        | Barbora Průdková          | Tchéquie       | + 4 s          |
| 26                        | Ashleigh Moolman          | Afrique du Sud | + 4 s          |
| 27                        | Megan Guarnier            | États-Unis     | + 4 s          |
| 28                        | Christina Perchtold       | Autriche       | + 4 s          |
| 29                        | Carmen Small              | États-Unis     | + 4 s          |
| 30                        | Alexis Ryan               | États-Unis     | + 4 s          |
| 31                        | Eugenia Bujak             | Pologne        | + 4 s          |
| 32                        | Amy Pieters               | Pays-Bas       | + 4 s          |
| 33                        | Polona Batagelj           | Slovénie       | + 4 s          |
| 34                        | Alena Amialiusik          | Biélorussie    | + 4 s          |
| 35                        | Katarzyna Niewiadoma      | Pologne        | + 4 s          |
| 36                        | Maria Giulia Confalonieri | Italie         | + 10 s         |
| 37                        | Aude Biannic              | France         | + 12 s         |
| 38                        | Nicolle Bruderer          | Guatemala      | + 12 s         |
| 39                        | Katrine Aalerud           | Norvège        | + 12 s         |
| 40                        | Olena Pavlukhina          | Azerbaïdjan    | + 12 s         |
| 41                        | Samantha Sanders          | Afrique du Sud | + 12 s         |
| 42                        | Diana Peñuela             | Colombie       | + 12 s         |
| 43                        | Hanna Solovey             | Ukraine        | + 12 s         |
| 44                        | Yusseli Mendivil          | Mexique        | + 12 s         |
| 45                        | Urša Pintar               | Slovénie       | + 12 s         |
| 46                        | Alice Barnes              | Royaume-Uni    | + 12 s         |
| 47                        | Julie Leth                | Danemark       | + 12 s         |
| 48                        | Tiffany Cromwell          | Australie      | + 12 s         |
| 49                        | Emma Johansson            | Suède          | + 12 s         |
| 50                        | Chantal Blaak             | Pays-Bas       | + 12 s         |
| 51                        | Katrin Garfoot            | Australie      | + 12 s         |
| 52                        | Stephanie Pohl            | Allemagne      | + 12 s         |
| 53                        | Annemiek van Vleuten      | Pays-Bas       | + 12 s         |
| 54                        | Natalya Saifutdinova      | Kazakhstan     | + 16 s         |
| 55                        | Sara Penton               | Suède          | + 18 s         |
| 56                        | Dani King                 | Royaume-Uni    | + 18 s         |
| 57                        | Eileen Roe                | Royaume-Uni    | + 18 s         |
| 58                        | Heidi Dalton              | Afrique du Sud | + 18 s         |
| 59                        | Cecilie Gotaas Johnsen    | Norvège        | + 18 s         |
| 60                        | Huang Ting-ying           | Taipei chinois | + 18 s         |
| 61                        | Emilia Fahlin             | Suède          | + 18 s         |
| 62                        | Cecilie Uttrup Ludwig     | Danemark       | + 18 s         |
| 63                        | Sarah Rijkes              | Autriche       | + 18 s         |
| 64                        | Yumi Kajihara             | Japon          | + 18 s         |
| 65                        | Alicia González Blanco    | Espagne        | + 18 s         |
| 66                        | Kaat Van Der Meulen       | Belgique       | + 18 s         |
| 67                        | Chantal Hoffmann          | Luxembourg     | + 18 s         |
| 68                        | Valerie Demey             | Belgique       | + 18 s         |
| 69                        | Lauren Kitchen            | Australie      | + 22 s         |
| 70                        | Romy Kasper               | Allemagne      | + 22 s         |
| 71                        | Karol-Ann Canuel          | Canada         | + 22 s         |
| 72                        | Mieke Kröger              | Allemagne      | + 22 s         |
| 73                        | Trixi Worrack             | Allemagne      | + 27 s         |
| 74                        | Tatiana Guderzo           | Italie         | + 27 s         |
| 75                        | Lotte Kopecky             | Belgique       | + 30 s         |
| 76                        | Hannah Barnes             | Royaume-Uni    | + 39 s         |
| 77                        | Olga Shekel               | Ukraine        | + 39 s         |
| 78                        | Rosa Törmänen             | Finlande       | + 39 s         |
| 79                        | Abby-Mae Parkinson        | Royaume-Uni    | + 39 s         |
| 80                        | Lisa Klein                | Allemagne      | + 39 s         |
| 81                        | Elise Maes                | Luxembourg     | + 39 s         |
| 82                        | Annasley Park             | Royaume-Uni    | + 42 s         |
| 83                        | Lauren Stephens           | États-Unis     | + 42 s         |
| 84                        | Anna Plichta              | Pologne        | + 42 s         |
| 85                        | Ellen van Dijk            | Pays-Bas       | + 45 s         |
| 86                        | Eri Yonamine              | Japon          | + 45 s         |
| 87                        | Anna van der Breggen      | Pays-Bas       | + 1 min 00 s   |
| 88                        | Audrey Cordon             | France         | + 1 min 00 s   |
| 89                        | Elisa Longo Borghini      | Italie         | + 1 min 00 s   |
| 90                        | Elena Cecchini            | Italie         | + 1 min 00 s   |
| 91                        | Sara Bergen               | Canada         | + 1 min 00 s   |
| 92                        | Gracie Elvin              | Australie      | + 1 min 00 s   |
| 93                        | Roxane Knetemann          | Pays-Bas       | + 1 min 43 s   |
| 94                        | Sofie De Vuyst            | Belgique       | + 1 min 43 s   |
| 95                        | Anisha Vekemans           | Belgique       | + 2 min 30 s   |
| 96                        | Wehazit Kidane            | Érythrée       | + 3 min 42 s   |
| 97                        | Meng Zhaojuan             | Hong Kong      | + 3 min 42 s   |
| 98                        | Amber Neben               | États-Unis     | + 6 min 46 s   |
| 99                        | Sarah Roy                 | Australie      | + 6 min 46 s   |
| 100                       | Eugénie Duval             | France         | + 6 min 46 s   |
| 101                       | Nicole Hanselmann         | Suisse         | + 10 min 31 s  |
| 102                       | Alba Teruel Ribes         | Espagne        | + 10 min 31 s  |
| 103                       | Paz Bash                  | Israël         | + 11 min 48 s  |
|                           | Annie Foreman-Mackey      | Canada         | abandon        |
|                           | Loren Rowney              | Australie      | abandon        |
|                           | Rotem Gafinovitz          | Israël         | abandon        |
|                           | Alexandra Nessmar         | Suède          | abandon        |
|                           | Varvara Fasoi             | Grèce          | abandon        |
|                           | Allie Dragoo              | États-Unis     | abandon        |
|                           | Marta Lach                | Pologne        | abandon        |
|                           | Laura Vainionpää          | Finlande       | abandon        |
|                           | Alexandra Chekina         | Russie         | abandon        |
|                           | Guo Hong                  | Chine          | abandon        |
|                           | Phetdarin Somrat          | Thaïlande      | abandon        |
|                           | Anriette Schoeman         | Afrique du Sud | abandon        |
|                           | Nguyễn Thị Thật           | Viêt Nam       | abandon        |
|                           | Coralie Demay             | France         | abandon        |
|                           | Laura Massey              | Royaume-Uni    | abandon        |
|                           | Valeriya Kononenko        | Ukraine        | abandon        |
|                           | Nikola Nosková            | Tchéquie       | abandon        |
|                           | Anastasiia Iakovenko      | Russie         | abandon        |
|                           | Svetlana Vasilieva        | Russie         | abandon        |
|                           | Pascale Jeuland           | France         | abandon        |
|                           | Margarita Syrodoeva       | Russie         | abandon        |
|                           | Antonia Gröndahl          | Finlande       | abandon        |
|                           | Makhabbat Umutzhanova     | Kazakhstan     | abandon        |
|                           | Wogahta Gebrehiwet        | Érythrée       | abandon        |
|                           | Ebtissam Mohamed          | Égypte         | abandon        |
|                           | Mossana Debesai           | Érythrée       | abandon        |
|                           | Sofía Arreola             | Mexique        | abandon        |
|                           | Silvija Latožaitė         | Lituanie       | abandon        |
|                           | Kelly Kalm                | Estonie        | abandon        |
|                           | Alicja Ratajczak          | Pologne        | abandon        |
|                           | Eden Bekele               | Éthiopie       | abandon        |
|                           | Carla Oberholzer          | Afrique du Sud | abandon        |
|                           | Tsega Gebre Beyene        | Éthiopie       | abandon        |
|                           | Najla Aljeraiwi           | Koweït         | abandon        |
|                           | Zanele Tshoko             | Afrique du Sud | abandon        |
|                           | Sun Jiajun                | Chine          | abandon        |
|                           | Noura Alameeri            | Koweït         | abandon        |
|                           | Nada Aljeraiwi            | Koweït         | abandon        |
|                           | Olga Zabelinskaya         | Russie         | disqualifiée   |
|                           | Giorgia Bronzini          | Italie         | non-partant    |
|                           | Yang Qianyu               | Hong Kong      | non-partant    |
|                           | Beatha Ingabire           | Rwanda         | non-partant    |
|                           | Eyeru Tesfoam             | Éthiopie       | non-partant    |